# Buea (Schiff)
Die Buea (ausgesprochen Buëa) war ein Hilfs-Schnellbootbegleitschiff der deutschen Kriegsmarine im Zweiten Weltkrieg, ein ursprünglich 1936 unter dem Namen Hammershus von Stapel gelaufenes dänisches Fähr- und Passagierschiff.

## Bau und Technische Daten
Das Schiff wurde am 12. Juli 1935 bei Burmeister & Wain in Kopenhagen mit der Baunummer 622 auf Kiel gelegt und lief dort am 8. Februar 1936 von Stapel. Es war 81,02 Meter lang und 12,21 m breit und hatte 4,35 m Tiefgang. Ein Dieselmotor von 2460 PS gab ihm eine Höchstgeschwindigkeit von 15 Knoten.

## Dänisches Fähr- und Passagierschiff
Die Hammershus, benannt nach der mittelalterlichen Festung Hammershus am Nordende der Insel Bornholm, diente als Fähr- und Passagierschiff für „Det Forenede Dampskibs-Selskab“ zwischen Rønne auf Bornholm und Kopenhagen. Sie hatte Platz für 900 Passagiere und 20 PKW. Am 8. April 1940 lief das Schiff im Öresund auf eine Mine, wurde aber eingebracht und repariert.

## Kriegsmarine

### Buea
Am 16. März 1944 wurde es von der Kriegsmarine beschlagnahmt und im Mai 1944 als Schnellbootbegleitschiff der Schnellboot-Lehrdivision unter dem Namen Buea in Dienst gestellt. Die Namensgebung bezog sich auf die Stadt Buea, den Verwaltungssitz der ehemaligen deutschen Kolonie Kamerun. Kommandant war Oberleutnant zur See Stölzer. Bis zum Ende des Krieges diente die Buea den Besatzungen deutscher Schnellboote in der Ostsee als Unterkunft und den Booten als Kraftstoff-, Munitions-, Frischwasser- und Verpflegungsdepot.

### Kriegsgerichtsverfahren
Auf der Buea fand am 9. Mai 1945, einen Tag nach der Bedingungslosen Kapitulation der Wehrmacht, in der Geltinger Bucht bei Flensburg, das letzte mit einem Todesurteil endende Kriegsgerichtsverfahren der deutschen Wehrmacht statt. Dabei wurden der Matrose Fritz Wehrmann, der Marinefunker Alfred Gail (1925–1945) und der Obergefreite Martin Schilling (1921–1945) wegen Fahnenflucht zum Tod durch Erschießen verurteilt. Ein vierter Matrose, Kurt Schwalenberg, erhielt drei Jahre Zuchthaus. Die vier hatten von der Kapitulation der deutschen Truppen gegenüber den Alliierten am 4. Mai 1945 erfahren und am 6. Mai versucht, von ihrer Unterkunft in Svendborg auf der Insel Fünen auf das Festland zu gelangen. Dabei wurden sie von einem dänischen Hilfspolizisten aufgegriffen und an den Ortskommandanten der deutschen Truppe auf Fünen überstellt.
Das Kriegsgericht tagte unter Vorsitz des Marinestabsrichters Adolf Holzwig, welcher kurze Zeit vorher schon einen Teil der Besatzung von M 612 kriegsgerichtlich angeklagt hatte und nach dem Krieg wegen Verbrechens gegen die Menschlichkeit zu zwei Jahren Gefängnis verurteilt wurde. Beisitzende Richter waren der Oberstabsarzt Hans-Gerhard Busch und der Marinehauptgefreite Heinz Faustmann. Trotz Kapitulation der Wehrmacht wurden die Todesurteile verhängt, nur im Fall von Gail nicht einstimmig. Dass Fregattenkapitän Herbert Max Schultz, zu dieser Zeit Chef des Stabes beim Führer der Schnellboote, und der Disziplinarvorgesetzte Kapitänleutnant Otto Sander die Urteile beeinflusst haben sollen, konnte ihnen später nicht nachgewiesen werden. Kommodore Rudolf Petersen, der „Führer der Schnellboote“, hatte zwar als Kommandeur und Kriegsgerichtsherr die Möglichkeit zur Begnadigung, bestätigte aber am 10. Mai 1945 die Todesurteile und ließ sie noch am Nachmittag des gleichen Tages auf dem Achterschiff der Buea vollstrecken. Die Leichen der drei hingerichteten Matrosen wurden in der Ostsee versenkt.
Nach dem Krieg wurde der Vorfall gerichtlich aufgerollt und erhielt den Namen Buea-Fall.

## Einsatz in Dänemark nach  dem Krieg
Das Schiff wurde nach Kriegsende in der Geltinger Bucht von der britischen Royal Navy in Besitz genommen und zunächst zum Heimtransport von Truppen genutzt.

### Hammershus
Die Hammershus wurde 1946 an ihre ursprünglichen dänischen Eigner zurückgegeben und fuhr ab 1947 wieder als Fährschiff zwischen Kopenhagen und Rønne. In den späten 1950er und frühen 1960er Jahren wurde es auch zu Kreuzfahrten in Ost- und Nordsee eingesetzt.

### Henrik Gerner
1963 wurde es von der dänischen Marine gekauft, bei dem Royal Naval Dockyard in Kopenhagen zum U-Boot-Tender umgebaut und am 8. Januar 1964 unter dem Namen Henrik Gerner (Kennung A 542) in Dienst gestellt. Nach dem Umbau verdrängte das Schiff 2040 Tonnen. Es war unbewaffnet. Die Besatzung zählte 230 Mann. 1970 in Erwägung gezogene Pläne, das Schiff mit einem Helipad und Hangar auszurüsten, wurden wegen des hohen Alters des Schiffs nicht verwirklicht.

## Verbleib
Die Henrik Gerner wurde am 31. Oktober 1975 außer Dienst gestellt, am 16. März 1976 an die Firma H. J. Hansen in Odense zum Verschrotten verkauft und im gleichen Jahr abgewrackt.